# Phaeochroa cuvierii
Il colibrì pettosquamato (Phaeochroa cuvierii (Delattre & Bourcier, 1846)) è un uccello della famiglia Trochilidae. È l'unica specie nota del genere Phaeochroa Gould, 1861.

## Descrizione
È un colibrì di media taglia, lungo 11,5–13 cm; il maschio pesa 9,3–10,1 g, la femmina 7,9–8,6 g.

## Biologia
È una specie nettarivora che si nutre del nettare dei fiori di diverse specie di angiosperme tra cui Genipa spp. (Rubiaceae), Hibiscus spp. (Malvaceae), Pelliciera sp. (Tetrameristaceae), Inga spp. ed Erythrina spp. (Fabaceae).

## Distribuzione e habitat
La specie è diffusa in Messico, Guatemala, Belize, Costa Rica, Honduras, Nicaragua, Panama e in Colombia.

## Tassonomia
Sono note le seguenti sottospecie:
- Phaeochroa cuvierii roberti (Salvin, 1861)
- Phaeochroa cuvierii maculicauda Griscom, 1932
- Phaeochroa cuvierii furvescens Wetmore, 1967
- Phaeochroa cuvierii saturatior (Hartert, 1901)
- Phaeochroa cuvierii cuvierii (Delattre & Bourcier, 1846)
- Phaeochroa cuvierii berlepschi Hellmayr, 1915